# ستيفان غراف
ستيفان غراف (بالإنجليزية: Stephane Graff)‏ هو مصور ورسام بريطاني، ولد في 1965.